# Stéphane Roullier
Stéphane Roullier est un athlète français, né à Vierzon le 12 novembre 1970, adepte de la course d'ultrafond et champion de France des 100 km en 2005.

## Biographie
Stéphane Roullier est champion de France des 100 km de Ponthieu-Marquenterre en 2005. Il est également vice-champion d'Europe IAU par équipe des 100 km de Winschoten en 2005,,.

## Records personnels
Statistiques de Stéphane Roullier d'après la Deutsche Ultramarathon-Vereinigung (DUV) :
- 10 km route : 33 min 7 s en 2002[2]
- Semi-marathon : 1 h 11 min 39 s en 2002[2]
- Marathon : 2 h 29 min 35 s au marathon de Paris en 2004[6]
- 50 km route : 3 h 25 min 49 s aux championnats d'Europe IAU des 100 km de Winschoten en 2005 (50 km split)
- 100 km route : 7 h 2 min 29 s aux championnats de France des 100 km de Ponthieu-Marquenterre en 2005
- 24 heures route : 177,173 km aux 24 h pédestres de Saint-Doulchard en 2006